# Ampère - Victor Hugo
Ampère - Victor Hugo is een metrostation in de Franse stad Lyon aan Lijn A van de metro van Lyon, in het 2e arrondissement van de stad op het Presqu'île, onder de Rue Victor Hugo. Het station is geopend op 2 mei 1987, toen lijn A in gebruik genomen werd.
De zijperrons van dit station liggen direct onder straatniveau, en hebben een aparte ingang aan elke kant voor de verschillende richtingen. Omdat de straat hier vrij smal is, is ook het station erg smal en zijn de perrons soms niet meer dan 1 meter breed. Omdat de opvolgende stations, Bellecour en Perrache niet ver van dit station liggen, verwerkt het slechts weinig reizigers.
Dit station bedient voornamelijk de wijk Ainay, het gedeelte van het Presqu'île tussen spoorwegstation Perrache en Place Bellecour. De Rue Victor Hugo is een belangrijke winkelstraat. Verder zijn onder anderen de basiliek Saint-Martin d'Ainay en het Musée de Tissus et d'Arts Décoratifs in de nabijheid van dit metrostation.